# Маго, Луис
Луис Энрике дель Пино Маго (исп. Luis Enrique Del Pino Mago; родился 15 сентября 1994 года, Кумана, Венесуэла) — венесуэльский футболист, полузащитник клуба «Универсидад де Чили» и сборной Венесуэлы.

## Клубная карьера
Маго начал профессиональную карьеру в клубе «Депортиво Ансоатеги». 20 октября 2014 года в матче против «Саморы» он дебютировал в венесуэльской Примере. В начале 2015 года для получения игровой практики Маго на правах аренды перешёл в «Карабобо». 25 февраля в матче против «Португесы» он дебютировал за новый клуб. После окончания аренды Маго вернулся в «Депортиво Ансоатеги». 6 марта 2016 года в матче против «Эстудиантес де Каракас» Луис забил свой первый гол за команду. В 2017 году Маго вернулся в «Карабобо» на постоянной основе. 14 апреля в поединке против «Сулии» Луис забил свой первый гол за клуб.
В начале 2019 года Маго перешёл в чилийский «Палестино». 15 февраля в матче против «Унион Ла-Калера» он дебютировал в чилийской Примере. 29 апреля в поединке против «Кокимбо Унидо» Луис забил свой первый гол за Палестино.

## Международная карьера
8 сентября 2018 года товарищеском матче против сборной Колумбии Маго дебютировал за сборную Венесуэлы. 16 октября в поединке против сборной ОАЭ Луис забил свой первый гол за национальную команду.
В 2019 году Маго принял участие в Кубке Америке в Бразилии. На турнире он сыграл в матчах против сборных Перу, Боливии и Аргентины.

### Голы за сборную Венесуэлы
| №  | Дата            | Место                                   | Противник | Счёт | Результат | Соревнование      |
| -- | --------------- | --------------------------------------- | --------- | ---- | --------- | ----------------- |
| 1. | 16 октября 2018 | Олимпийский стадион, Барселона, Испания | ОАЭ       | 0:1  | 0:2       | Товарищеский матч |